# Процес Фраша

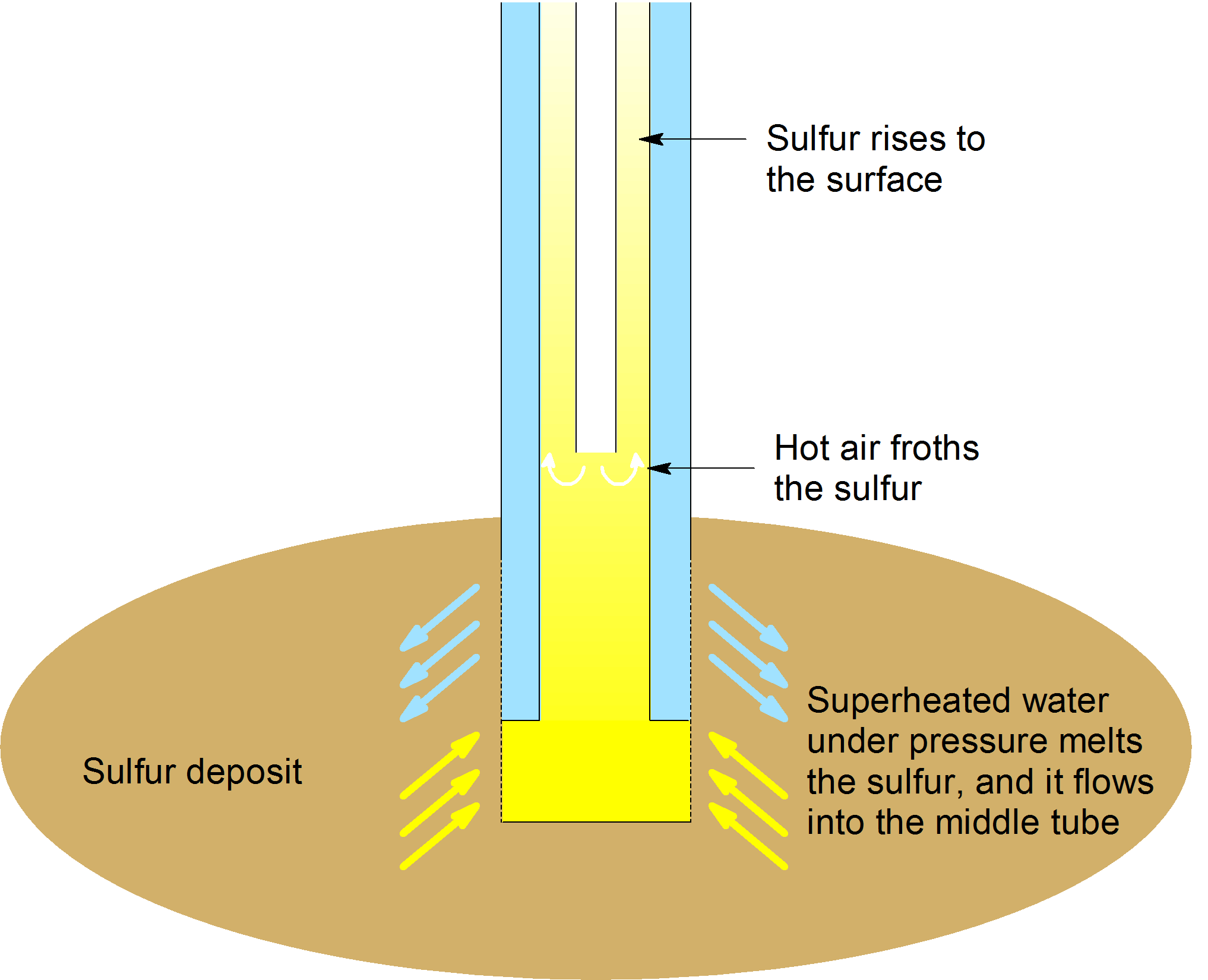
Процес Фраша. Принципова схема.

Процес Фраша — це метод вилучення сірки з підземних родовищ. Це єдиний промисловий метод вилучення сірки з елементарних родовищ. 

## Загальний опис
Більша частина сірки у світі була отримана таким чином до кінця 20 століття, коли сірка, видобута з джерел нафти та газу, стала більш звичною (див. Процес Клауса).
У процесі Фраша перегріта вода закачується в родовище сірки; сірка плавиться і вилучається. Процес Фраша здатний виробляти сірку високої чистоти.
У процесі Фраша в поклади сірки вводяться три концентричні труби. Перегріта вода (165 °C, 2,5–3 МПа) вводиться в осад через крайню трубку. Сірка (температура плавлення 115 °C) плавиться і потрапляє в середню трубку. Тільки тиск води не може виштовхувати сірку на поверхню через більшу густину розплавленої сірки, тому гаряче повітря подається через внутрішню трубку для спінювання сірки, зменшуючи її густину, і виштовхуючи її на поверхню.
Отримана сірка може бути дуже чистою (99,7–99,8 %). У такому вигляді вона світло-жовтого кольору. Якщо сірка забруднена органічними сполуками, вона може бути темного кольору; подальше очищення не є економічним і, як правило, непотрібним. За допомогою цього методу США виробили 3,89 млн т сірки в 1989 р., а Мексика — 1,02 млн т сірки в 1991 р.

## Історія
У 1867 році гірники виявили сірку в кепроці соляного купола в Калкасьє (парафія), під сипучими пісками, що перешкоджало видобутку корисних копалин. У 1894 р. американський хімік, що народився в Німеччині, Герман Фраш (1851–1914), розробив свій метод Фраша для видалення сірки за допомогою підземної плавки. Це замінило неефективний та забруднюючий сицилійський метод. Процес виявився успішним. 24 грудня 1894 р. перша розплавлена сірка вийшла на поверхню. Union Sulphur Company була заснована в 1896 році для використання цього процесу. Однак висока вартість палива, необхідного для нагрівання води, зробила процес неекономічним, доки відкриття в 1901 р. нафтового родовища Spindletop у Техасі не забезпечило цей регіон дешевим мазутом. Надалі процес Фраша став активно експлуатуватися в Луїзіані.
Коли термін дії патенту Фраша закінчився, процес широко застосовувався до подібних родовищ сірки вздовж узбережжя Мексиканської затоки США. Друга шахта за технологією Фраш була відкрита в 1912 році в окрузі Бразорія, штат Техас. Узбережжя Мексиканської затоки стало домінуючим у світовому виробництві сірки на початку і в середині 20 століття.
Однак, починаючи з 1970-х років, побічне вилучення сірки з нафти та природного газу знизило ціну на сірку і витіснило з виробництва багато шахт, що працюють на Фраш-методі. Останні шахти з видобуванням сірки Фраш-методом в США закрили у 2000 році.
Шахта Фраш-методу в Іраці була закрита в 2003 році через вторгнення США в Ірак.
Процес Фраша досі використовується для обробки родовищ сірки в Мексиці та Польщі. Підземна виплавка сірки практикувалася і в Україні.